# Terwel Samfirow
Terwel Samfirow (bulgarisch Тервел Замфиров, englisch Tervel Zamfirov; * 22. Februar 2005) ist ein bulgarischer Snowboarder. Er startet in den Paralleldisziplinen.

## Werdegang
Samfirow startete international erstmals bei den Juniorenweltmeisterschaften 2021 in Krasnojarsk und kam dabei jeweils auf den 22. Platz in den Paralleldisziplinen. In der Saison 2021/22 nahm er in Rogla erstmals am Snowboard-Weltcup und am Europacup teil, wobei er jeweils den 42. Platz im Parallel-Riesenslalom errang und wurde bei den Juniorenweltmeisterschaften 2022 in Chiesa in Valmalenco Neunter im Parallel-Riesenslalom. Zudem gewann er dort die Bronzemedaille im Parallelslalom. In der folgenden Saison siegte er in Bansko bei den bulgarischen Meisterschaften im Parallelslalom und holte dort bei den Juniorenweltmeisterschaften 2023 die Goldmedaille im Parallel-Riesenslalom. Außerdem belegte er den 20. Platz im Teamwettbewerb sowie den neunten Rang im Parallelslalom und beim Europäischen Olympischen Winter-Jugendfestival 2023 in Piancavallo den vierten Rang im Parallel-Riesenslalom. In der Saison 2023/24 kam er in Pamporowo mit zwei dritten Plätzen erstmals im Europacup aufs Podest und gewann bei den Juniorenweltmeisterschaften 2024 im Lachtal jeweils die Silbermedaille in den Paralleldisziplinen. Zudem errang er im Teamwettbewerb den 11. Platz. In der Saison 2024/25 erreichte er mit zwei vierten Plätzen im Parallel-Riesenslalom seine ersten Top-Zehn-Platzierungen im Weltcup und holte bei den Juniorenweltmeisterschaften 2025 in Zakopane im Parallel-Riesenslalom, Parallelslalom sowie im Teamwettbewerb jeweils die Goldmedaille. Außerdem siegte er bei den Winter World University Games 2025 in Bardonecchia im Parallel-Riesenslalom und errang im Parallelslalom den zehnten Platz. Beim Saisonhöhepunkt, den Weltmeisterschaften 2025 im Engadin, wurde er Zwölfter im Parallel-Riesenslalom und Weltmeister im Parallelslalom.

## Erfolge

### Snowboard-Weltmeisterschaften
- 2025 Engadin: 1. Platz Parallelslalom, 12. Platz Parallel-Riesenslalom, 16. Platz Parallel-Team

### Weltcup-Gesamtplatzierungen
| Saison  | Parallel | Parallel | Parallel-Riesenslalom | Parallel-Riesenslalom | Parallelslalom | Parallelslalom |
| Saison  | Punkte   | Platz    | Punkte                | Platz                 | Punkte         | Platz          |
| ------- | -------- | -------- | --------------------- | --------------------- | -------------- | -------------- |
| 2023/24 | 15       | 39.      | -                     | -                     | 15             | 33.            |
| 2024/25 | 179      | 25.      | 169                   | 21.                   | 10             | 42.            |